# Opuntia sanguinea
Opuntia sanguinea är en kaktusväxtart som beskrevs av George Richardson Proctor. Opuntia sanguinea ingår i släktet fikonkaktusar, och familjen kaktusväxter. Inga underarter finns listade i Catalogue of Life.